# Dentridactylus albisignatus
Dentridactylus albisignatus is een rechtvleugelig insect uit de familie Tridactylidae. De wetenschappelijke naam van deze soort is voor het eerst geldig gepubliceerd in 1978 door Günther.